# Chrysopodes (Chrysopodes) victoriae
Chrysopodes (Chrysopodes) victoriae is een insect uit de familie van de gaasvliegen (Chrysopidae), die tot de orde netvleugeligen (Neuroptera) behoort. 
Chrysopodes (Chrysopodes) victoriae is voor het eerst wetenschappelijk beschreven door Penny in 1998.